# Tines del Camí de Sant Esteve
Les tines del Camí de Sant Esteve és un conjunt del municipi del Pont de Vilomara i Rocafort (Bages) protegit com a bé cultural d'interès local. Les tines se situen pròximes al camí que ressegueix la riera de Mura. És una construcció formada per dues tines i els indicis d'una barraca.

## Descripció
Les descrivim d'esquerra a dreta col·locant-nos davant de les suposades entrades. La tina número 1 és de planta circular, tant a l'interior com a l'exterior. Si l'observem des d'on se suposa que hi devia haver el broc, veurem que des de la seva base fins a 1,30 m és de forma rectangular. Segurament aquesta base rectangular que envolta el dipòsit circular servia per a un millor assentament de la construcció. Els murs són de pedra amorterada. Aquesta tina degué restar inacabada, ja que no presenta l'enrajolat interior.
La tina número 2 és de planta circular a l'interior i rectangular a l'exterior. La part inferior dels murs és feta amb morter de calç i l'interior del dipòsit és recobert de rajoles de ceràmica envernissada lleugerament corbades. Ha perdut la coberta i la part superior dels murs. El broc està segellat amb morter de calç. L'interior és ple de runa.
Al lateral nord-est d'ambdues tines s'observen uns encaixos que segurament serviren per recolzar les bigues de fusta d'una o més barraques.